# Réserve naturelle de Gellért-hegy
La Réserve naturelle de Gellért-hegy (en hongrois : Gellért-hegyi Természetvédelmi terület) est une aire protégée située à Budapest et dont le périmètre est géré par le parc national Danube–Ipoly. L'aire de protection s'étend sur les flancs de Gellért-hegy. 